# Laki prijevozni zdrug
Laki prijevozni zdrug (tal. Legione Croata Autotrasportabile) bila je postrojba NDH u sastavu kraljevske talijanske vojske na Istočnom bojištu tijekom Drugog svjetskog rata. Zdrug je osnovan primarno na talijansko inzistiranje nakon što su slične hrvatske dobrovoljačke postrojbe upućene pod njemačkim zapovjedništvom na bojište.

## Osnivanje
Postrojba je osnovana na talijanski zahtjev u lipnju 1941.

## Ratni put
Postrojba je ostala u NDH do prosinca 1941. te se u međuvremenu borila protiv partizana. U prosincu je prebačena u Italiju. Nakon završetka uvježbavanja i opremanja zdrug je posjetio vojskovođa Slavko Kvaternik. Zdrug je stigao na istočno bojište 16. travnja 1942.
Zdrug je priključen 8. talijanskoj armiji, koja je bila podređena njemačkoj Grupi B. Postrojba je sudjelovala u borbama do prosinca 1942., kad ju je uništila Crvena armija. NDH je kao počast postrojbi izdala poštansku marku s likom hrvatskog vojnika na rijeci Don, a prihod od prodaje je predan obiteljima poginulih pripadnika. 
2008. posmrtni ostatci 16 vojnika vraćeni su u Hrvatsku.

## Znakovlje
Zastava postrojbe bila je hrvatska trobojnica s hrvatskim grbom u sredini iznad kojeg je postavljena Zvonimirova kruna.